# Русская симфония
«Русская симфония» — фильм режиссёра Константина Лопушанского.

## Сюжет
Фильм рассказывает притчу о Страшном суде, действие которой происходит в современной России.
Главный герой, русский интеллигент, отправляется в путь, дабы спасти тонущих в интернате детей-сирот. Действие само разворачивается в фантасмагорических реалиях, когда в действительность России 1990-х годов  вкрапляются события из прошлого - происходит реконструкция древнерусских битв. Главный герой собирает на Последнюю Битву все русские воинства со всех веков во имя торжества православия, но явившись на место битвы, обнаруживает, что именно оно является воинством Антихриста.

## В ролях
- Виктор Михайлов — Иван Сергеевич Мазаев
- Александр Ильин — Саня
- Кира Крейлис-Петрова — Валентина Ивановна Маздухина
- Валентина Ковель — Семёновна
- Михаил Храбров — генерал
- Валентин Голубенко — Гилиули
- Наталья Акимова — учительница
- Нора Грякалова — учительница
- Алексей Ингелевич — юродивый
- Николай Левыкин — Горбачёв
- Валерий Гаркалин — Борисыч
- Андрей Краско — казак

## Награды
- Приз экуменического жюри МКФ в Берлине-95;
- Приз лучшему продюсеру (А. Голутва, за фильмы «Русская симфония» и «Любовь, предвестие печали»);
- ОРКФ «Кинотавр-95» (Сочи): конкурс «Панорама».